# Huelga de Hambre
La Huelga de Hambre, (Inglés: Hunger Strike) es una banda del Rock alternativo y Hard rock formada en Lima, Perú, alrededor de noviembre de 1994, caracterizado su gran influencia grunge.[cita requerida] Ganadores del IV Concurso de Música Moderna,[cita requerida] en 1998 sacaron su primer y único disco titulado Máquina y Espíritu, con el cual obtuvieron muy buenas críticas y los llevó a tocar en los principales festivales de Sudamérica como Pululahua 99 y Rock al Parque. La banda se separó en 2000 y sus integrantes tomaron distintos rumbos musicales.

## Origen del nombre de la banda
El nombre de la banda, Huelga de Hambre, proviene de "Hunger Strike" , que es el sencillo más significativo de Temple Of The Dog (formada por miembros de Soundgarden y Pearl Jam) que comprende la mayor parte de las influencias de la banda.[cita requerida]

## Historia
La banda se formó en noviembre de 1994, después de haber pasado por una etapa de formación que duró siete meses. El grupo estuvo inicialmente integrado por Diego Larrañaga, José Gallo y tres músicos más que duraron solamente cuatro meses, debido a que se habló de hacer material musical propio. Es así como en noviembre de 1994 ingresan Hugo Vecco, Lucho Grande y Jhovan Tomasevic. Con estos nuevos integrantes, el grupo empezó a componer y hacer mejores shows, aunque sin usar aún material propio, pues preferían tener un buen repertorio propio y soltarlo de golpe. Empezaron a tocar covers de Pearl Jam, Soundgarden, The Smashing Pumpkins, The Black Crowes y Soul Asylum, combinando la acidez de los años 70 y la energía de los 90.[cita requerida]
En 1995 participan en el IV Concurso de Música Moderna, realizado por la Municipalidad de Miraflores, en donde obtienen el primer lugar, lo que sin duda los puso bajo los reflectores en la escena del rock peruano.
Durante 1996 compartió escenario con bandas como Botfly (grupo de música funk y trash norteamericano) y Malón (banda argentina de heavy metal).
En febrero de 1997 participan del Festival Internacional de Rock "Punta Rockas 97", en donde comparte escenario con bandas argentinas y chilenas. Este mismo año la banda organiza el festival Abre tu cerebro con el objetivo de difundir el rock en el país. Para fines de año la banda figura entre las 5 favoritas del Perú, según encuesta realizada por la revista Caleta.[cita requerida]
En enero de 1998 lanzaron su único álbum, Máquina y Espíritu. El origen del nombre del disco se debe a que en 1997 el guitarrista Luis Grande , quien ya había concluido su trabajo de grabación para el disco, fallece en un accidente automovilístico. Es por ello que el título del disco se refiere a los 4 miembros restantes (la Máquina) y Luis Grande (el Espíritu). En abril la banda se presentó en el festival Niño Malo, concierto a beneficio de los damnificados por el fenómeno del Niño. En julio la banda participa de la banda sonora de la película No se lo digas a nadie con los temas Clon y Ahora. En septiembre la banda firma con la disquera norteamericana Insomnia Music para lanzar una segunda edición de su primer disco con lo cual la banda realiza algunos conciertos en EE. UU. y algunos países de Latinoamérica. Huelga de Hambre se desarrolló rápidamente una calidad de sonido distintivo con clara semejanza de sus influencias grunge. Se ha acuñado como la mejor "reencarnación" de la escena Seattle en el Perú.
En febrero de 1999 participaron en el festival Pululahua '99 en Ecuador donde estuvieron presentes bandas como Aterciopelados y La Ley, con esto la banda empieza a concitar la atención de medios internacionales como MTV. En octubre de 1999 participaron de Rock al parque en Colombia, compartiendo escenario con bandas como Cafe Tacuba y Molotov. Hicieron dos conciertos en los EE. UU. y Puerto Rico para la promoción de su primer CD.
El 2001 fue su último concierto, en el Hard Rock Cafe de Lima, en Larcomar, Miraflores; presentando nuevas canciones, aparte de las de su disco; como "No me acostumbro, " Verde", "Identidad", "Abismo" y "Aun me tienes"; siendo estos uíltimos tres grabados y publicados posteriormente en el disco debut de Zen. Se separaron  algunos de sus integrantes formando otros grupos, entre ellos Zen y Theremyn 4.

## Reuniones posteriores
Huelga de Hambre se reunió en julio de 2007 a tocar un concierto en La Noche de Barranco. El concierto de reunión fue un éxito completo y le dio una oportunidad a los fanes nostálgicos de verlos una vez más. Además de tocar los temas clásicos de la banda también tocaron covers como «Even Flow», «State of Love and Trust» y «Alive» de Pearl Jam, «Fell on Black Days» y «Outshined» de Soundgarden y «Stop» de Jane's Addiction.
El 25 de octubre del 2014 volvieron, para participar en el festival Revolución Caliente" compartiendo escenario con bandas que se encontraban separadas hasta ese momento, como Gx3, Narcosis, Por Hablar y La Raza.
En el 2016 fueron seleccionados para ser la banda soporte del concierto de Aerosmith en Lima, en reemplazo de Bush, elegidos originalmente como teloneros, quienes informaron a través de su página web la cancelación de su presentación alegando "conflicto de compromisos". Huelga de Hambre estuvo presente en este concierto frente a aproximadamente 30 000 personas, que fueron las que estuvieron congregadas en el Estadio Nacional el 24 de octubre. 
El 29 de octubre del mismo año, también tocaron en el Yield Rock, conocido bar del Centro de Lima, en la Plaza San Martín llenando totalmente el local, donde tocaron temas de su único disco y también covers como "Alive" de Pearl Jam.

## Discografía
- Máquina y Espíritu (1998)
- Huelga de Hambre - Demo (2001)
- #M4E120 (EP, 2018)